# Lego Racers
Lego Racers là một game đua xe về chủ đề Lego được phát triển bởi High Voltage Software và được phát hành bởi Lego Media. Trò chơi được phát hành vào ngày 31 tháng 7 năm 1999, cho Microsoft Windows, vào ngày 12 tháng 10 năm 1999, cho Nintendo 64, vào ngày 17 tháng 12 năm 1999, cho PlayStation và vào ngày 29 tháng 12 năm 2000 cho Game Boy Color.
Lấy bối cảnh trong vũ trụ "Legoland", mục chơi đơn theo các mô hình nhân vật tí hon minifigure tham gia tranh tài trong giải đua được tạo ra bởi một nhà vô địch đua xe hư cấu mang tên Rocket Racer. Người chơi điều khiển một nhân vật minifigure, cho phép họ lái nhiều loại xe được chế tạo từ Lego và đua chúng với các nhân vật minifigure khác. Người chơi có thể sử dụng vật phẩm để cản trở đường đi nước bước của các tay đua khác và người chơi có thể tạo ra những chiếc xe và nhân vật của riêng mình bằng những viên gạch Lego đã được mở khóa và sử dụng chúng để tham gia cuộc đua. Chế độ chơi mạng cục bộ cũng cho phép nhiều người chơi tranh tài cùng nhau.
Ban đầu được hình thành bởi người sáng lập High Voltage là Kerry J. Ganofsky, chuyên gia sáng tạo đến từ The Lego Group từng trợ giúp High Voltage trong quá trình phát triển trò chơi sau khi Lego Media đồng ý bắt đầu sản xuất. Game nhận được nhiều ý kiến trái chiều từ giới phê bình, những người bị chia rẽ về mặt đồ họa, hệ thống xây dựng, lối chơi lái xe và các khía cạnh thiết kế khác. Hai phần tiếp theo được phát triển bởi Attention to Detail, gọi là Lego Racers 2 và Drome Racers, được phát hành lần lượt vào năm 2001 và 2002.

## Lối chơi

Hình chụp màn hình một cuộc đua trong Lego Racers, thể hiện cảnh người chơi điều khiển tay đua ở giữa màn hình cũng như HUD của game.

Lego Racers thuộc thể loại đua xe được chơi dưới góc nhìn thứ ba. Lấy bối cảnh trong vũ trụ giả tưởng Legoland, trò chơi mô tả Rocket Racer, "nhà vô địch đua xe vĩ đại nhất" tại Legoland. Sau khi chán nản vì đánh bại mọi tay đua khác, anh quyết định tạo ra một cuộc đua mới, và tìm ra những tay đua giỏi nhất trong lịch sử Legoland bằng cách sử dụng một cỗ máy làm cong chiều không gian được tạo ra bởi người bạn của anh, Veronica Voltage, một nhà khoa học và thợ máy thiên tài. Người chơi tham gia vào đội chủ nhà và các tay đua trong nỗ lực đánh bại Rocket Racer và trở thành "Tay đua Lego vĩ đại nhất mọi thời đại", hoàn thành trò chơi.
Người chơi vào vai một trong một số nhân vật minifigure được chế tạo sẵn hoặc tùy chỉnh và cạnh tranh với các nhân vật minifigure khác trong các cuộc đua được đặt trên các đường đua khác nhau trong vũ trụ Legoland, sử dụng nhiều loại xe được chế tạo từ Lego. Khởi đầu mỗi vòng đua, người chơi có thể thực hiện chiêu "Turbo Start", cho phép người chơi bắt đầu cuộc đua ở tốc độ tối đa. Trong suốt các vòng đua, người chơi cũng có thể thực hiện các slide năng lượng và "Super Slides", cho phép xe của người chơi đánh lái những góc cua mạnh hơn.
Mỗi đường đua trong game đều chứa những viên gạch gia tăng sức mạnh gọi là power-up, dễ được người chơi thu thập và sử dụng để đạt được lợi thế so với các tay đua khác. Việc tăng sức mạnh được chia thành bốn loại: Projectile, Hazard, Shield và Turbo, mỗi loại cung cấp một cách sử dụng khác nhau cho người chơi. Người chơi cũng có thể thu thập tối đa ba viên gạch "power plus" (mạnh thêm), giúp tăng khả năng của bất kỳ power-up nào được thu thập. Hầu hết các bản nhạc đều chứa một lối tắt mà người chơi có thể sử dụng để vượt lên trước các đối thủ, thường được tìm thấy với vẻ ngoài cẩn thận hoặc được truy cập bằng cách sử dụng power-up, chủ yếu là power-up Projectile giúp phá hủy một phần của khung cảnh. Trong một cuộc đua, HUD trong trò chơi sẽ hiển thị vị trí của người chơi, số vòng đua, "bộ đếm thời gian từng vòng đua", và một biểu tượng "Power Up Icon" nếu người chơi mang theo bất kỳ power-up hoặc gạch power plus nào. Người chơi cũng có thể chọn giữa xem "Speedometer" (Đồng hồ tốc độ), "Course Map" (Bản đồ đường đua) hoặc "Close-up Map" (Bản đồ cận cảnh).
Game có ba mục chơi đơn: "Circuit Race", "Single Race" và "Time Race", cũng như một mục nhiều người chơi, "Versus Race". Circuit Race tuân theo cốt truyện chính của trò chơi và cho phép người chơi đua qua các vòng đua được tạo thành từ nhiều đường đua, giành được điểm dựa trên thứ hạng của mình, trong khi đấu với một tay đua có kỹ năng cao dẫn dắt từng vòng đua. Trong một vòng đua, người chơi phải kiếm đủ điểm để chuyển sang cuộc đua tiếp theo và sẽ giành chiến thắng nếu họ kết thúc với nhiều điểm nhất. Xếp hạng thứ ba trở lên trong một vòng đua mở ra vòng đua tiếp theo cho người chơi. Single Race cho phép người chơi đua trên một đường đua duy nhất được mở khóa từ mục Circuit Race. Time Race đưa người chơi vào cuộc đua với Veronica Voltage lái một chiếc xe ma nhằm mục đích đánh bại khoảng thời gian tốt nhất của cô xung quanh một đường đua do người chơi chọn. Versus Race cho phép hai người chơi chạy đua với nhau theo kiểu màn hình chia nhỏ mà không cần các nhân vật minifigure NPC trên đường đua.
Trong suốt trò chơi, người chơi có thể mở khóa các bộ gạch và nhân vật khác nhau bằng cách hoàn thành một số nhiệm vụ nhất định, chẳng hạn như về đích đầu tiên trong Circuit Race. "Build Menu" của game cho phép người chơi chế tạo những chiếc xe tùy chỉnh, minifigure và giấy phép lái xe theo thiết kế của riêng mình bằng cách sử dụng các viên gạch và các bộ phận nhân vật được mở khóa. Minifigure có thể được tùy chỉnh với các bộ phận mũ, tóc, đầu, cơ thể và chân khác nhau và được người chơi đặt tên trong giấy phép lái xe của minifigure. Một hình ảnh về minifigure của người chơi cũng được đặt trong giấy phép lái xe và người chơi có thể thay đổi biểu cảm khuôn mặt của chúng. Người chơi có thể tạo ra một chiếc xe tùy chỉnh bằng cách sử dụng kết hợp các khung xe và bộ xe khác nhau. Người chơi có thể xoay, di chuyển và đặt các viên gạch từ các bộ này trực tiếp lên khung xe. Vị trí của các viên gạch làm thay đổi cân bằng và trọng lượng của xe, ảnh hưởng đến hiệu suất tổng thể của nó. Tùy chọn "Mix" tạo nên các minifigure từ các phần được chọn ngẫu nhiên, trong khi tùy chọn "Quick Build" tạo ra một trong 2 kiểu dáng trước cho một khung xe cụ thể.

## Phát triển

Hình chụp màn hình công cụ tạo xe đua trong game.

Khái niệm về Lego Racers ban đầu được tạo ra bởi người sáng lập hãng High Voltage Software là Kerry J. Ganofsky, với ý tưởng người chơi có thể chế tạo và đua xe được tạo ra bằng gạch Lego. Sau một năm phát triển, Lego Media bắt đầu sản xuất trò chơi, thuê công ty của Ganofsky để phát triển game. Lego Media và các cơ sở khác trong The Lego Group đã hợp tác với High Voltage Software trong quá trình sản xuất trò chơi.
Một số lượng lớn các mô hình nhân vật, tài liệu và hình ảnh từ các nhân vật và mô hình Lego System khác nhau đã được gửi đến các nhà phát triển, những người cuối cùng đã chọn sử dụng các chủ đề Castle, Space, Adventurers và Pirates trong game. High Voltage Software đã chọn các nhân vật mà họ thích nhất từ các chủ đề này và tạo ra các nghiên cứu về nhân vật để họ "nắm bắt tâm trạng của mỗi người". Một số nhân vật sẽ đảm nhận vai trùm, trong khi những nhân vật khác được coi là đối thủ kém kỹ năng hơn. Các nhà phát triển cũng tạo ra hai nhân vật gốc, Rocket Racer và Veronica Voltage.
High Voltage Software đã dành hơn một năm để tạo ra cơ chế xây dựng xe của Lego Racers. Trưởng nhóm lập trình viên Dwight Luetscher, đã tạo ra một công thức được sử dụng bởi các họa sĩ của trò chơi để tạo ra các yếu tố Lego riêng lẻ trong game. Các mảnh có sẵn cho người chơi đã được các nhà phát triển chọn từ hàng trăm yếu tố Lego, được chọn đầu tiên bởi tính thẩm mỹ, sau đó phân tích để xem liệu chúng có phù hợp với công thức của Luetscher không. Các nhà phát triển đã chọn ảnh hưởng đến các thuộc tính của chiếc xe của người chơi, chẳng hạn như tay lái, tăng tốc và tốc độ tối đa, thông qua số lượng gạch được đặt trên khung xe, vì điều này đơn giản hơn để hiểu về độ tuổi mang tính nhân khẩu học chính của trò chơi.
Do số lượng lớn bộ và mảnh ghép Lego trong game, một mã khớp nối tùy chỉnh đã được tạo để "hàn" hình học tại chỗ và tối ưu hóa số lượng đa giác của chiếc xe, hình thành nên một khớp nối vững chắc cho mỗi chiếc xe do người chơi tạo ra. Mọi yếu tố trong game, bao gồm các viên gạch và nhân vật, đều có các mức độ chi tiết khác nhau được tạo ra để sử dụng trong màn hình menu và đoạn phim cắt cảnh, trong đó các mô hình phải có chất lượng cao hơn do người chơi nhìn thấy chúng ở gần. Các nhà phát triển đã lên kế hoạch cho một hệ thống thiệt hại, khiến những viên gạch sẽ vỡ ra khỏi chiếc xe khi gặp sự cố, nhưng điều này thể hiện "quá nhiều vấn đề để biến nó thành một khả năng thực sự". Lego Racers đã có sẵn để chơi trước khi phát hành bởi các nhà báo tại E3 1999.

## Đón nhận
Lego Racers đã nhận được một loạt các điểm đánh giá, với các phiên bản Microsoft Windows, Nintendo 64 và PlayStation nhận được sự pha trộn giữa các đánh giá điểm cao và thấp. Trên trang web tổng hợp kết quả đánh giá GameRankings, nó nhận được điểm trung bình 75% dựa trên 11 đánh giá cho phiên bản PC, 63% dựa trên 3 đánh giá cho phiên bản PlayStation, và 66% dựa trên 8 đánh giá cho phiên bản Nintendo 64.
Đồ họa của trò chơi thường được giới phê bình khen ngợi. Andrew Park của GameSpot tuyên bố rằng hầu như mọi thứ trong phiên bản PC "trông sáng sủa, đầy màu sắc và cân đối" khi chơi ở chế độ tăng tốc 3D, nhưng được gọi là kết cấu tối thiểu. Ben Stahl của GameSpot cũng gọi thiết kế đường đua của phiên bản N64 trông "đầy tính sáng tạo và dễ thương", cũng như nói rằng các đường đua và cảnh nền có "vẻ ngoài hơi thật" điều đó giúp dễ dàng hơn trong việc cho biết người chơi nên lái xe ở đâu. Người đánh giá của IGN cho phiên bản PC đã ca ngợi cảnh nền hoạt họa của trò chơi, nói rằng chúng không chỉ "thêm vào bầu không khí của game, mà còn ảnh hưởng đến cách chơi". Tuy nhiên, một số nhà phê bình chỉ trích hiệu suất của trò chơi, với Sam Bishop của IGN nói rằng thời gian nạp game của phiên bản PlayStation giữa các màn là khủng khiếp và Chris Charla của Next Generation gọi tốc độ khung hình của phiên bản N64 là "chậm một cách khó chịu". Ngược lại, Winnie Imperio của IGN đã gọi tốc độ khung hình của phiên bản N64 là "nhất quán, nếu không hoàn toàn trơn tru".
Lối chơi của Lego Racers nhận được phản ứng trái chiều từ giới phê bình. Charla gọi việc tạo và thử nghiệm xe đua rất thú vị, đặc biệt là vì cách chế tạo ra chiếc xe có "ảnh hưởng lớn đến cách điều khiển", và nhà phê bình của IGN cho phiên bản PC đã phát hiện ra rằng mở khóa các viên gạch mới trong phần chơi Circuit Race về việc sử dụng trong tùy chỉnh xe đua gây nghiện. Tuy vậy, Stahl đã gọi hệ thống xây dựng của trò chơi là không thân thiện, nói rằng người chơi "tốt hơn hết là chỉ cần gắn bó với một trong những chiếc xe mặc định". Imperio nói rằng việc cầm lái những chiếc xe là "chặt chẽ đáng ngạc nhiên", gọi sơ đồ điều khiển N64 là trực quan. Ngược lại, Charla thấy rằng hầu hết những chiếc xe đều có cảm tưởng dễ chao đảo, và tuyên bố rằng cuộc đua thật là đáng sợ. Người đánh giá của IGN cho phiên bản PC đã ca ngợi hệ thống power-up, kêu là khá tuyệt, cũng như tuyên bố rằng các viên gạch Power Plus bổ sung thêm "một chiến lược mới vào game", nhưng Stahl gọi hệ thống này là "khập khiễng một cách khủng khiếp". Những người đánh giá cũng chỉ trích tính năng chơi mạng của game, với người đánh giá PC của IGN gọi phần chia màn hình đơn giản, và một nhà phê bình từ Electronic Gaming Monthly nói rằng "thiếu những tùy chọn nhiều người chơi" làm tổn thương giá trị chơi lại của Lego Racers.
Các khía cạnh khác trong thiết kế của Lego Racers cũng nhận được nhiều ý kiến trái chiều từ các nhà phê bình. Một trong những người đánh giá của Electronic Gaming Monthly đã gọi các cuộc đua của trò chơi là "ngắn, thiếu tính sáng tạo và không có những đường tắt tốt". Imperio gọi thiết kế đường đua là "đơn giản và thường không khó lắm", nhưng "vẫn được thiết kế tốt và rất nhiều niềm vui để chạy qua". Park gọi âm nhạc của trò chơi mang tính vui nhộn và lạc quan, trong khi Stahl gọi nó là "hầu như có thể chấp nhận được", nói rằng nó "trông dồn dập khá nhanh", cũng như gọi hiệu ứng âm thanh của trò chơi là "kém phần quyết định". Bishop nói rằng các hiệu ứng âm thanh "thiếu hoạt bát", trích dẫn tỷ lệ mẫu âm thanh thấp của chúng là một lý do, cũng như gọi âm nhạc của trò chơi là "tẻ nhạt".

## Phần tiếp theo
Sau thành công của Lego Racers, tin tức nổi lên vào tháng 4 năm 2001 rằng Pocket Studios đang làm phần tiếp theo của phiên bản Game Boy Advance của Lego Racers, có tựa đề Lego Racers 2, sau đó được trình chiếu tại E3 2001 vào tháng 5 năm đó. Phiên bản Microsoft Windows và PlayStation 2 đều cùng tên Lego Racers 2, phát triển bởi Attention to Detail, được công bố vào tháng 8 năm 2001, và phát hành vào tháng 9 năm 2001. Phần tiếp theo tiếp nối ngay sau thất bại của Rocket Racer trong Lego Racers, kẻ tìm thấy một cơ hội mới để giành lại danh hiệu vô địch thế giới của mình, bằng cách đi đến Xalax và chứng tỏ mình xứng đáng với điều đó. Sau khi Rocket Racer tiếp tục làm như vậy và thành công, người chơi có nhiệm vụ điều khiển nhân vật chính tự chế của mình, chạy đua qua nhiều thế giới khác nhau dựa trên chủ đề Lego và cuối cùng lại phải đối mặt với Rocket Racer một lần nữa. Lego Racers 2 được nhận ít ưu ái hơn so với Lego Racers, và kết hợp nhiều yếu tố từ cả Lego Racers và Rollcage, một tựa game khác cũng cùng hãng Attention to Detail phát triển.
Một phiên bản Lego Racers theo phong cách arcade đã được trình chiếu trong tòa nhà Lego Rocket Racers của Legoland Windsor ở khu vực "The Beginning", giữa năm 2000 và 2004, cũng như năm 2009 và 2011.